# 팔산화 삼우라늄

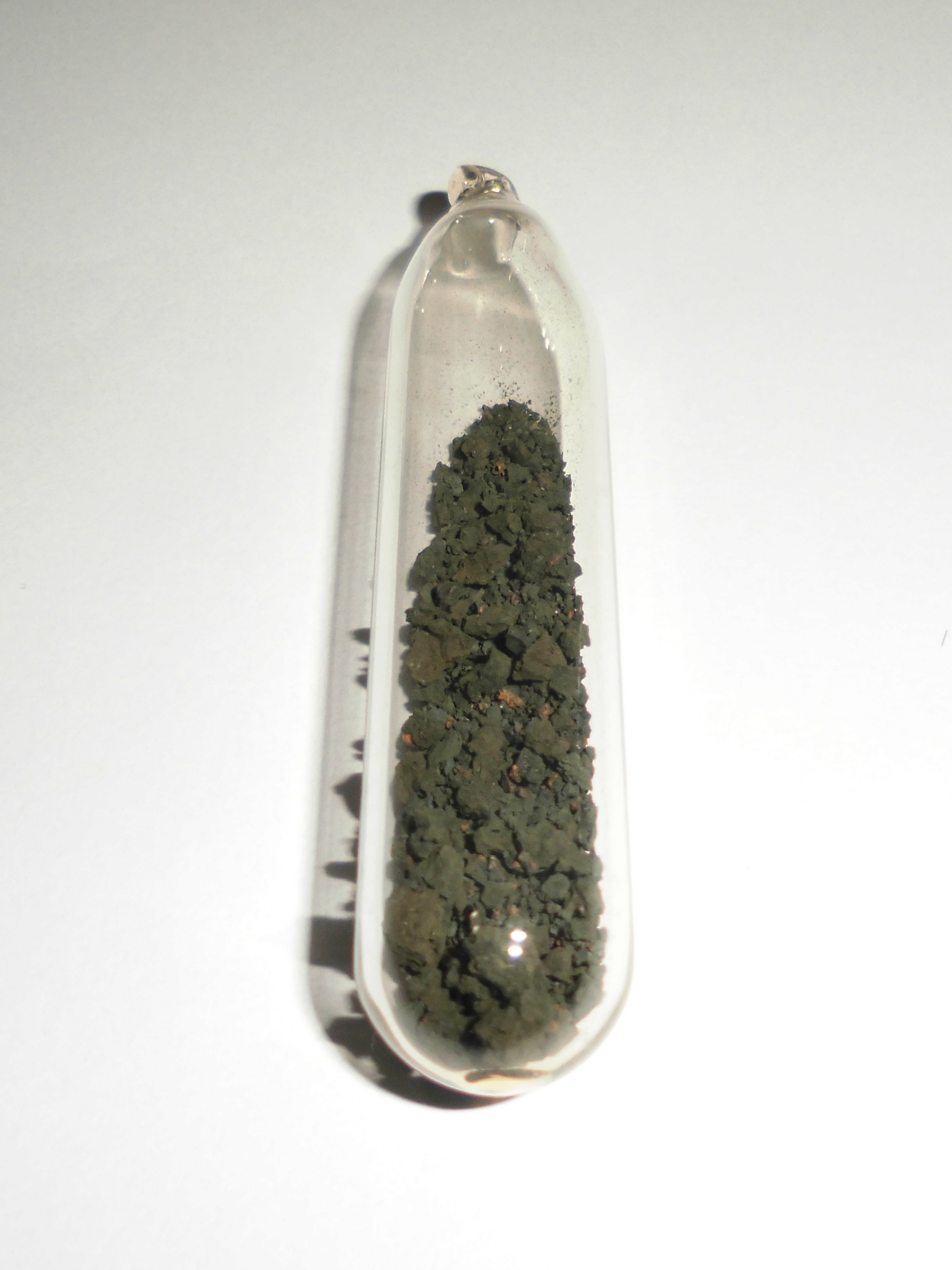

팔산화삼우라늄(Triuranium octoxide, U3O8)은 국제 거래에서 우라늄이라고 부르는 것이다. 혼합산화물인 U3O8은 진한 녹색이다.

## 설명
옐로케이크가 유명하지만, 국제거래에서 우라늄 몇톤을 수입했다, 생산했다고 말할 때는 U3O8을 말한다.
2010년 7월 28일, 미국 뉴욕상품거래소(COMEX)에서 거래된 우라늄(U3O8 기준) 10월물은 파운드당 46.0달러이다.
중수로에서는 U3O8을 바로 핵연료로 제조하여 사용한다.
미국 World Information Service on Energy(WISE) Uranium Project에서 제시된 핵물질환산기(Nuclear Fuel Material Balance Calculator)에 대입하여 계산하면, 북한의 비축된 100 kg HEU(90%)는 국제시장에서 가장 잘 팔리는 기본형태인 U3O8(yellow Cake = 천연우라늄)으로는 25.92981톤, 경수로 원전연료 형태인 LEU(3.6%)로는 4.020168톤으로 환산된다.
2013년 미국의 총 우라늄 생산량은 U3O8 481만 파운드(약 1850 tU)라고 미국 에너지부의 에너지정보국(Energy Information Administration, EIA)이 보고했다.
북한의 매년 우라늄 생산량은 U3O8 2000 tU 정도라고 북한을 자주 출입하는 러시아 우라늄 전문가들은 말한다.
핵무기에 쓰는 고농축 우라늄은 생산이나 거래할 때 국제사회의 강도 높은 규제를 받지만 옐로케이크로 불리는 산화우라늄(U3O8)은 천연원료로 별다른 규제 없이 생산하고 시장에서 거래된다. 파이낸셜타임스는 U3O8이 사실상 일반적인 원자재와 마찬가지로 상품시장에서 손바뀜이 잦다며 상품시장에서 거래되는 우라늄이 전체 생산량의 25%에 이른다고 지적했다.